# Giuseppe Dalla Vedova
Giuseppe Dalla Vedova (Pàdua, 29 de gener de 1834 – Roma, 21 de setembre de 1919) va ser un geògraf italià, que es considera un dels principals contribuïdors a la geografia moderna italiana.

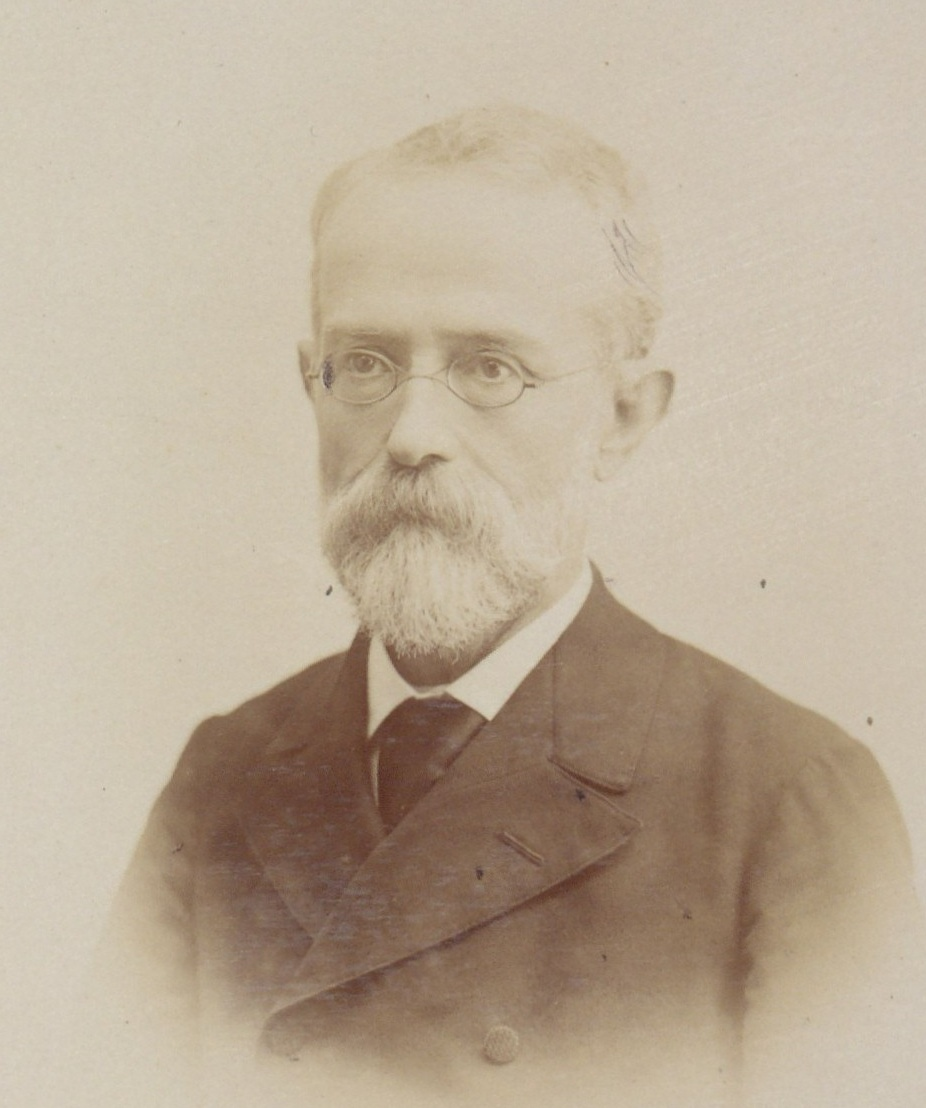
Giuseppe Dalla Vedova in età avanzata

Fou president de la Societat Geogràfica Italiana de 1900 a 1906 després d'haver-ne ocupat el càrrec de secretari de 1877 a 1896. A més va ser senador del Regne d'Itàlia a partir de 1909. Giuseppe Dalla Vedova nasqué a Pàdua el 1834 en una família d'artesans de condició modesta. Va estudiar al seminari de la seva ciutat i després d'estudis clàssics, se n'anà a Àustria on va seguir a Viena les classes de geografia de Friedrich Simony. Tornà a Pàdua després de diplomar-se a Viena i va exercir-hi com a professor. Entre 1858 i 1871 va ser professor de geografia al Liceu Santa Catarina de Venècia i després a Pàdua per a ocupar el 1872 la càtedra de geografia a la universitat de la ciutat.

## Obres
- Apologia di Dante: scritta intorno el 1575 dal Padovano Sperone Speroni (1865)
- Reale Società geografica: cenni cronistorici (1867)
- Delle origini e dei progressi della geografia fisica (1868)
- La geografia a'nostri giorni (1873)
- In mezzo ai ghiacci: viaggi celebri al polo nord di Sir John Franklin, Kane, Mac Clintock, Hayes, Hall, Tyson, Hegemann, Koldevey, Payer e Weyprecht, Nordenskjold e Nares (1880)
- Pellegrino Matteucci e il suo diario inedito (1885)
- Il conte L. Palma di Cesnola e il Museo Metropolitano di Nuova York (1899)
- Catalogo metodico della biblioteca sociale (1868-1901) (1903)
- La Società geografica italiana e l'opera sua nel secolo XIX. Con 12 tavole fuori tésto (1904)
- Scritti geografici, 1863-1913 : scelti coordinati e ripubblicati a cura d'un Comitato di geografi in occasione dell'80⁰ genteliaco dell'autore (29 gennaio 1914) (1914)